# Kahuan Vinícius
Kahuan Vinícius Guimarães da Silva (15 marzo 2004) è un calciatore brasiliano, attaccante del Karviná.

## Carriera
Ha iniziato a giocare a calcio nel settore giovanile del Capivariano, per poi trasferirsi in Repubblica Ceca nel 2022, dove ha firmato un contratto con il Karviná, con la cui squadra riserve nella stagione 2023-2024 ha realizzato 13 reti in 26 presenze in terza divisione (aggiungendovi ulteriori 7 presenze e 3 reti nella prima parte della stagione 2024-2025). Ha successivamente debuttato in prima squadra il 18 febbraio 2024 nell'incontro di 1. liga perso 3-0 contro lo Slavia Praga ed ha trovato il suo primo gol il 28 settembre seguente, nella trasferta persa 2-1 contro lo Slovácko. Il 5 gennaio 2025 ha firmato il rinnovo del contratto.

## Statistiche

### Presenze e reti nei club
Statistiche aggiornate al 3 maggio 2025.
| Stagione        | Squadra         | Campionato      | Campionato | Campionato | Coppe nazionali | Coppe nazionali | Coppe nazionali | Coppe continentali | Coppe continentali | Coppe continentali | Altre coppe | Altre coppe | Altre coppe | Totale | Totale | Totale |
| Stagione        | Squadra         | Comp            | Pres       | Reti       | Comp            | Pres            | Reti            | Comp               | Pres               | Reti               | Comp        | Pres        | Reti        | Pres   | Reti   |        |
| --------------- | --------------- | --------------- | ---------- | ---------- | --------------- | --------------- | --------------- | ------------------ | ------------------ | ------------------ | ----------- | ----------- | ----------- | ------ | ------ | ------ |
| 2023-2024       | Karviná B       | MSFL            | 26         | 13         | -               | -               | -               | -                  | -                  | -                  | -           | -           | -           | 26     | 13     |        |
| 2024-2025       | Karviná B       | MSFL            | 7          | 3          | -               | -               | -               | -                  | -                  | -                  | -           | -           | -           | 7      | 3      |        |
| gen.-giu.2024   | Karviná         | 1L              | 3          | 0          | CRC             | 0               | 0               | -                  | -                  | -                  | -           | -           | -           | 3      | 0      |        |
| 2024-2025       | Karviná         | 1L              | 22         | 3          | CRC             | 0               | 0               | -                  | -                  | -                  | -           | -           | -           | 22     | 3      |        |
| Totale carriera | Totale carriera | Totale carriera | 58         | 19         |                 | 0               | 0               |                    | -                  | -                  |             | -           | -           | 58     | 19     |        |